# René Zagger
René Zagger (Leytonstone, 1 juni 1973) is een Engelse acteur. Hij is vooral bekend voor zijn rol als PC Nick Klein in de politieserie The Bill.

## Biografie
Zagger is geboren in Leytonstone, Londen. Zijn vader is van Russische-Poolse afkomst en zijn moeder van Portugese-Spaanse afkomst. Hij is opgegroeid in de joodse traditie, maar beschouwt zichzelf nu als traditionalist. Hij volgde een acteeropleiding aan het Italia Conti Academy of Performing Arts.

## Carrière
Zijn eerste professionele rol was in de videoclip "I remember" van Wet Wet Wet. Van 1990 tot 1991 speelde Zagger Mike Bentley in de kinderserie Grange Hill. Eén jaar later speelt hij in Up the Garden Path de rol van "Razors". Hij deed ook enkele gastoptredens in populaire series, waaronder Minder, Casualty en Wycliffe.
In 1999 deed Zagger auditie voor de rol van Dale Smith in The Bill. Hij werd niet geselecteerd voor die rol, deze werd toegekend aan Alex Walkinshaw. Zagger kreeg de rol van PC Nick Klein, een personage speciaal voor hem gecreëerd. Hij speelde zijn personage 5 jaar, hierna verliet hij de serie en nam de rol van "Antipholus van Syracuse" in de Stafford festival productie van Shakespeare's The Comedy of Errors.
In 2006 speelde Zagger in de Dream Team miniserie, Dream Team 80's, als striker Johnny Fletcher. In hetzelfde jaar speelde hij in de films O Jerusalem en de horrorfilm Night Junkies en vertolkte Zagger de rol van Lambert in de aflevering "A Thing Or Two About Loyalty" van de BBC-serie Robin Hood.
In juni 2007 verscheen hij als Padra in de Doctor Who-aflevering "Utopia". In juli 2007 speelde hij Herod in het tweede seizoen van Rome.
Op 25 augustus 2008 was hij een gastacteur in de serie New Tricks. Hij speelde ook in de film God on Trial, die in 2008 werd uitgebracht.